# Délégation du peuple finlandais
Dictature du prolétariat
La délégation du peuple finlandais, en finnois : Suomen kansanvaltuuskunta, est un organe gouvernemental, créé par un groupe de membres du Parti social-démocrate de Finlande (SDP), pour servir de gouvernement des Rouges pendant la guerre civile finlandaise. Le président de la délégation est l'ancien président du parlement Kullervo Manner, qui gouverne la prétendue Finlande Rouge.

## Prise de pouvoir
La délégation prend le pouvoir le 28 janvier 1918, au début de la guerre civile en supplantant le premier sénat de Pehr Evind Svinhufvud et le parlement de Finlande (en finnois : Eduskunta).
Après quoi elle adopte des lois et des dispositions aspirant à une réforme sociale contrôlée selon la politique du mouvement ouvrier. Un Conseil général des travailleurs a également fonctionné aux côtés de la délégation, bien que son rôle dans l'administration des Rouges soit resté plutôt mineur. Le plus ambitieux des engagements législatifs de la délégation était une proposition de nouvelle constitution visant à maintenir une base démocratique. L'acte n'a pas pu être mis en œuvre au milieu de la guerre et les progrès avançaient dans la direction complètement opposée. Finalement, le chef de la délégation, Manner est même déclaré dictateur de la Finlande. La délégation se heurte à de grandes difficultés pour organiser l'administration et l'économie, et elle ne peut empêcher la terreur exercée par les gardes rouges.
La Russie soviétique est la seule nation à reconnaître la délégation en tant que gouvernement légitime de la Finlande. Durant les dernières étapes de la guerre, au début d'avril 1918, la délégation se déplace d' Helsinki à Vyborg, d'où ses membres ont fini par se réfugier à Petrograd.

## Formation et actions immédiates

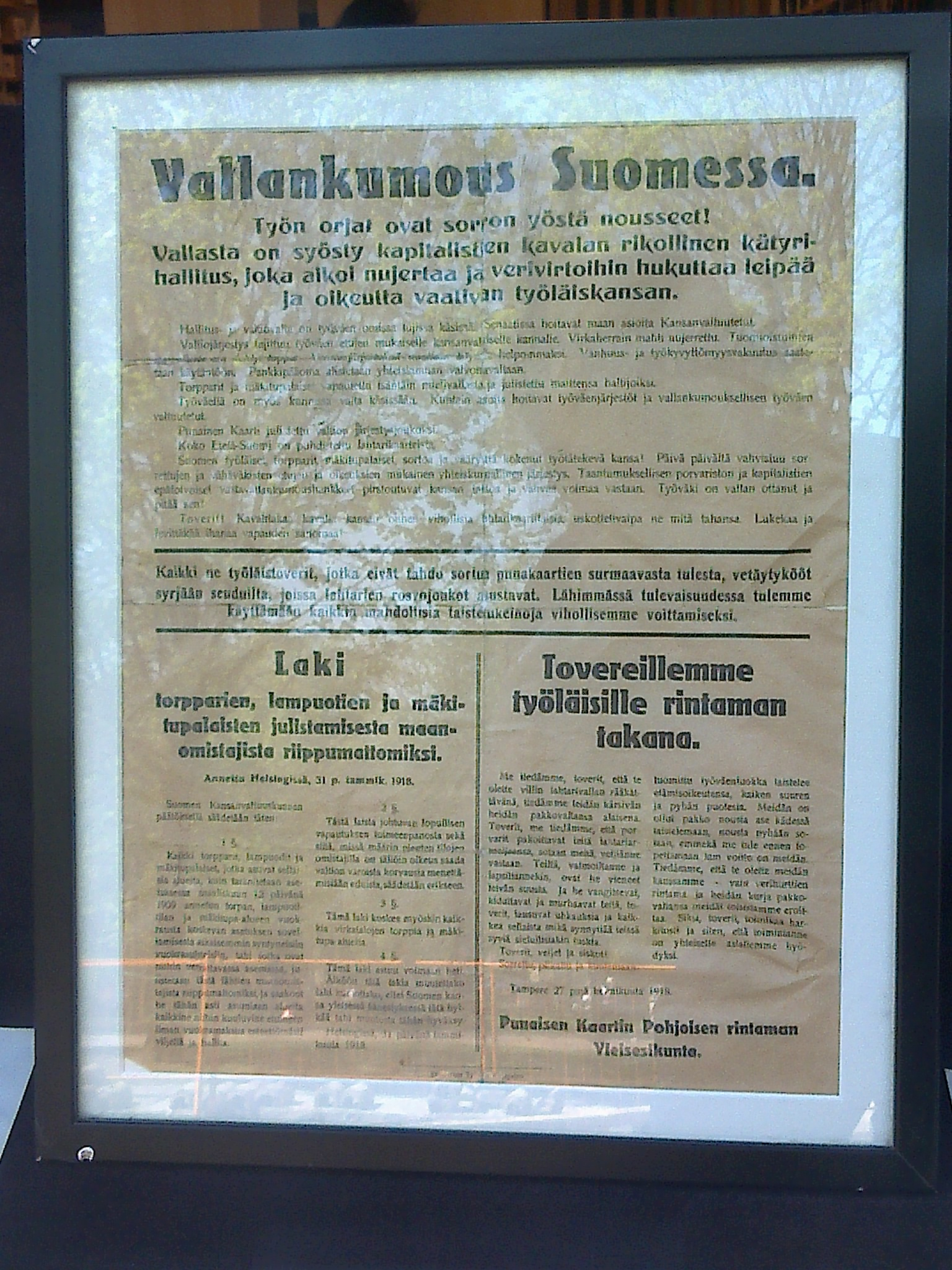
Affiche de 1918, annonçant la révolution en Finlande. En bas à droite, l'annonce d'une loi de la délégation du peuple finlandais.

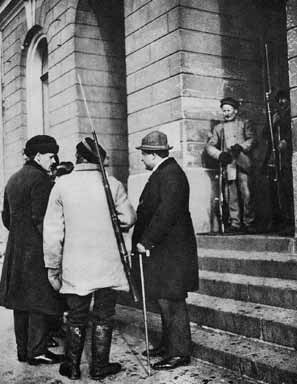
Le 28 février 1918, le secrétaire du parti des sociaux-démocrates de Suède, Gustav Möller (à gauche), et le journaliste danois Marius Wulff, se rendent au Sénat, repris par la délégation du peuple.

La décision de déclencher une révolution armée est prise par la direction des Gardes rouges et par une division du comité du parti du SDP, le 23 janvier 1918, appelée comité exécutif des ouvriers finlandais, dont les membres représentent l'aile la plus radicale du mouvement ouvrier.
Dans la nuit du 27 janvier, le comité exécutif ordonne aux Gardes rouges d'arrêter les membres du sénat, dirigés par Pehr Evind Svinhufvud et de nombreux autres grands hommes politiques de droite, dont 33 membres du parlement.
Cependant, cela échoue complètement. L'état-major suprême des Gardes rouges reporte le coup d'État d'une journée en raison de préparatifs inachevés, de sorte que les sénateurs sont informés du mandat d'arrestation à leur encontre, par un document public distribué prématurément ce qui leur donne juste le temps de se cacher. La réunion du Parlement du 28 janvier est bloquée et quelques membres sont arrêtés.
La délégation du Peuple est créée le 28 janvier 1918 et elle doit diriger la révolte qui a commencé le matin même.
La fondation de la délégation est annoncée le 29 janvier dans le journal  Työmies, dans une déclaration qui nomme également les délégués, et dans laquelle les objectifs fondamentaux du gouvernement rouge sont brièvement expliqués. Rinta-Tassi 1986, s. ,.
La délégation occupe déjà, le premier jour, la Maison du Sénat à Helsinki (actuel Palais du Gouvernement).
La première action de l'administration rouge consiste à suspendre tous les journaux contre revolutionaires, dès le 28 janvier dans la capitale, et au cours des jours suivants dans d'autres villes. Le 2 février, la délégation confirme que la presse contre-révolutionnaire serait suspendue indéfiniment.
La suspension s'applique aussi aux journaux sociaux-démocrates de droite, Työn valta et Itä-Suomen Työmies. Après cela, les seuls documents autorisés à être publiés sont ceux du Parti Social Démocrate et du mouvement ouvrier chrétien. Le Sénat des Blancs abandonne tous les journaux sociaux-démocrates en conséquence. En mars, le Département des postes et des annonces de la délégation procède à une censure préventive sur les articles de la presse écrite traitant des affaires militaires et étrangères,,.
Le 2 février, la délégation ordonne que les gardes rouges soient maintenus par le gouvernement et placés sous son autorité.
Dans la pratique, la délégation a par la suite été contrainte d'avouer qu'elle pouvait à peine contrôler les actions des gardes et a réduit le nombre de cas d'affaires militaires traités. Les relations entre les gardes rouges et la délégation sont restées problématiques tout au long de la guerre, car la délégation considère que les actions des gardes étaient arbitraires, et à l'inverse, de nombreux gardiens considèrent les délégués comme des parasites éloignés des réalités du front.
La délégation se réunit au total 89 fois à Helsinki et moins de dix fois à Vyborg.
Dans ses décrets, elle publie 45 lois en tout et favorise un langage concis et peu abondant. La majeure partie du temps de la délégation est consacrée à l'élaboration d'une nouvelle législation. On estime qu'environ les deux tiers de ses lois écrites sont des réactions à des questions administratives aiguës et que le reste visait des objectifs idéologiques ou un soutien accru,.
En particulier, les lois adoptées pour des motifs idéologiques sont calquées sur la législation produite par la Commune de Paris en 1871 et la Révolution bolchévique russe, mais surtout sur les programmes antérieurs du mouvement ouvrier finlandais.
Les lois adoptées par la délégation sont annoncées dans le journal Suomen Kansanvaltuuskunnan Tiedonantoja,.

## Les membres de la délégation du peuple finlandais
Les membres de la délégation se voient confier des rôles similaires à ceux de ministres au sein d'un gouvernement,:
- Président (Premier Ministre) : Kullervo Manner.
- Délégué aux affaires étrangères (Ministre des affaires étrangères): Yrjö Sirola.
- Délégués pour les affaires intérieures: (Ministres des affaires internes) : Eero Haapalainen et Adolf Taimi (en).
- Délégués pour la Justice (Ministres de la Justice) : Lauri Letonmäki (en) et Antti Kiviranta (fi).
- Délégué à l'éducation (Ministre de l'éducation) : Otto Wille Kuusinen.
- Délégué aux affaires monétaires (Ministre des Finances) : Jalo Kohonen (fi).
- Délégué pour le travail (Ministre du Travail) : Johan Erik Lumivuokko.
- Délégué à l'agriculture (Ministre de l'Agriculture et des forêts) : Evert Eloranta (fi).
- Délégué aux provisions (Ministre de l'Approvisionnement) : Oskari Tokoi.
- Délégué pour le transport (Ministre des Transports) : Konsta Lindqvist (fi).
- Délégué aux postes et informations (Ministre des Communications) : Emil Elo (fi).
- Procureur (Chancelier de la Justice) : Matti Turkia (fi).

Les sièges au Conseil Suprême des Travailleurs sont attribués par la Délégation du Peuple comme suit :
- Fédération syndicale finlandaise (en) : 10
- Parti social-démocrate de Finlande : 10
- Gardes rouges : 10
- Syndicats d'Helsinki : 5

## Proposition constitutionnelle
La délégation du peuple a élaboré une nouvelle Constitution, en s'inspirant de la Constitution des États-Unis, la Constitution de la Suisse et des idées de la Révolution française. Un référendum sur la proposition était prévu.

## Fin de la Délégation du peuple finlandais
Après la guerre civile, presque tous les membres de la délégation du peuple s'enfuient en Russie soviétique. Oskari Tokoi part ensuite en Grande-Bretagne puis aux États-Unis. Le projet de Constitution est oublié.